# 大安溪
大安溪（當地客語又稱大安河），位於臺灣中部，屬於中央管河川，主流河長95.76公里，全臺第七大河川，流域面積758.47平方公里，分佈於苗栗縣南部及臺中市北部。主流上游名為雪山溪，最高源頭發源於雪山山脈之雪山主峰西北坡。雪山主峰西側約一公里處，有雪山七號圈谷形成的冰斗湖翠池，是台灣海拔最高的高山天然湖泊，標高約3517公尺，匯集了源頭周圍的水源，沿著聖稜線西側山腹，向北流至大霸尖山西側，匯集來自大霸尖山西坡西流的最遠源頭，一路匯集聖稜線西側、雪山西稜北側的眾多源頭支流，轉向西流至東陽山北麓與右股支流馬達拉溪會合後，始稱大安溪。再會合來自大雪山、中雪山北側往北流的左股支流大雪溪，又會合來自鹿場大山南側往南流的右股支流北坑溪。本流轉向西南流經雪見、大安（泰安鄉）、象鼻部落、士林部落『士林水壩』後，形成苗栗縣、臺中市交界，為南北氣候的分水嶺，有「南邊太陽北邊雨」之稱，續流至烏石坑後，轉向西流至內灣（卓蘭鎮），轉西北西流經卓蘭、泰安、上館，隨後進入臺中市境，經大甲區鐵砧山麓於大安區安田莊注入臺灣海峽。

## 分界

### 氣候
大安溪、火炎山以及大雪山构成了台湾地区气候的显著分界线。位于大安溪北侧的三义地区，由于受到大安溪和火炎山的地形影响，在夏季，当西南季风向北推进时，风势在到达火炎山地区会因地形被迫上升。随着气流上升，气温降低，空气中的水汽凝结成雾。而在冬季，东北季风带来的冷锋云雾同样在三义地区附近因地形阻挡而终止。

### 行政區
大安溪的北邊是苗栗縣，南邊是臺中市，而臺中市唯一一塊土地在大安溪出海口的北端，就是大甲區的『溪北』，日南及西歧、銅安等里。

### 政治
進入政治民主化時代後，所謂的南綠北藍現象，也是以濁水溪作為政治名詞以引申為泛綠和為泛藍的分界線或分水嶺。濁水溪不但是自然地理上的界線，而且也常是政治地理上的分界。2014年中華民國直轄市長及縣市長選舉中，中國國民黨慘敗，使得民主進步黨縣市版圖一舉突破濁水溪，還衝破大安溪，傳統的北藍南綠分界線或分水嶺大有以大安溪取代濁水溪的趨勢。然而2018年、2022年中華民國直轄市長及縣市長選舉，民主進步黨慘敗，分界線甚至變成八掌溪。

## 大安溪水系主要河川
以下由下游至源頭列出水系主要河川及其流域所屬行政區，其中粗體字為主流河道。
- 大安溪：、臺中市
  - 電火溪（集會所溪）：臺中市外埔區、后里區
  - 北門溝：臺中市外埔區、后里區
  - 景山溪：苗栗縣三義鄉、大湖鄉、卓蘭鎮，附有鯉魚潭水庫
  - 大埔溪：臺中市后里區
  - 仙水坑溪：臺中市東勢區
  - 石壁坑溪：臺中市東勢區
    - 番埤溪：臺中市東勢區
    - 菜園溪：臺中市東勢區

  - 老庄溪：苗縣卓蘭鎮
  - 觀音山溪：臺中市東勢區、臺中市和平區
  - 烏石坑溪：臺中市和平區
    - 乾溪：臺中市和平區

  - 雪山坑溪：臺中市和平區
  - 麻必浩溪：苗縣泰安鄉
  - 南坑溪：苗縣泰安鄉
  - 北坑溪：苗縣泰安鄉
  - 大雪溪：苗縣泰安鄉
  - 馬達拉溪：苗縣泰安鄉
  - 雪山溪（次高溪）：苗栗縣泰安鄉
    - 翠池：苗縣泰安鄉

## 主要水壩
- 鯉魚潭水庫
- 士林攔河堰

## 主要橋樑
以下由河口至源頭列出主流上之主要橋樑：
- 大安溪橋（省道台61線）
- 大安溪橋（省道台1線）
- 舊大安溪橋
- 台鐵下大安溪橋（台鐵西部幹線（海線））
- 國道3號大安溪橋（國道3號）
- 高鐵大安溪橋（台灣高鐵）
- 國道1號大安溪橋（國道1號）
- 新義里大橋（省道台13線）
- 義里大橋
- 台鐵大安溪橋（台鐵西部幹線（山線））
- 大安溪鐵橋（台鐵西部幹線（舊山線））
- 卓蘭大橋（省道台3線）
- 白布帆大橋（鄉道苗58線）
- 士林壩
- 象鼻大橋
- 象鼻吊橋
- 梅象橋

## 圖片集

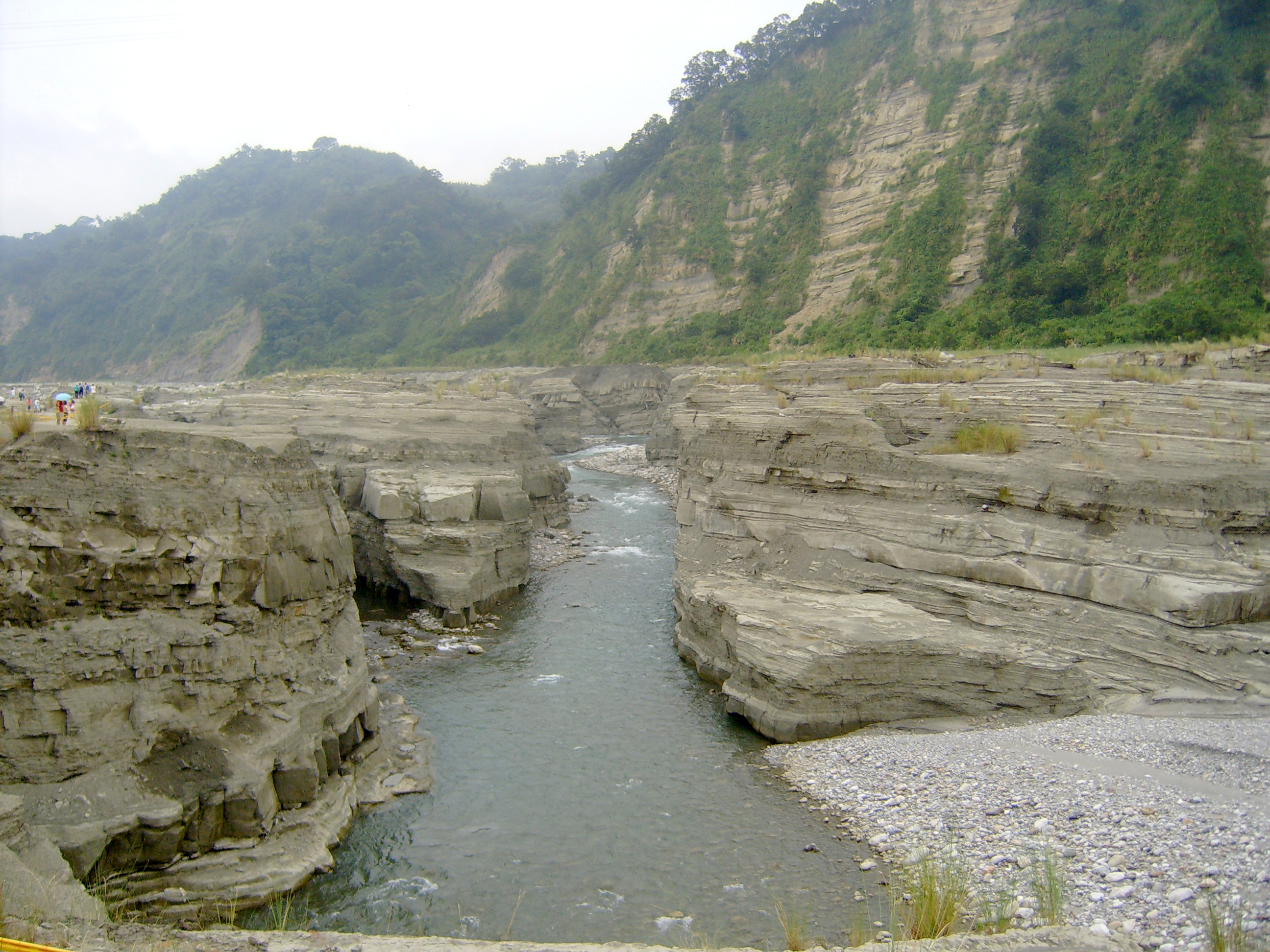
大安溪大峽谷
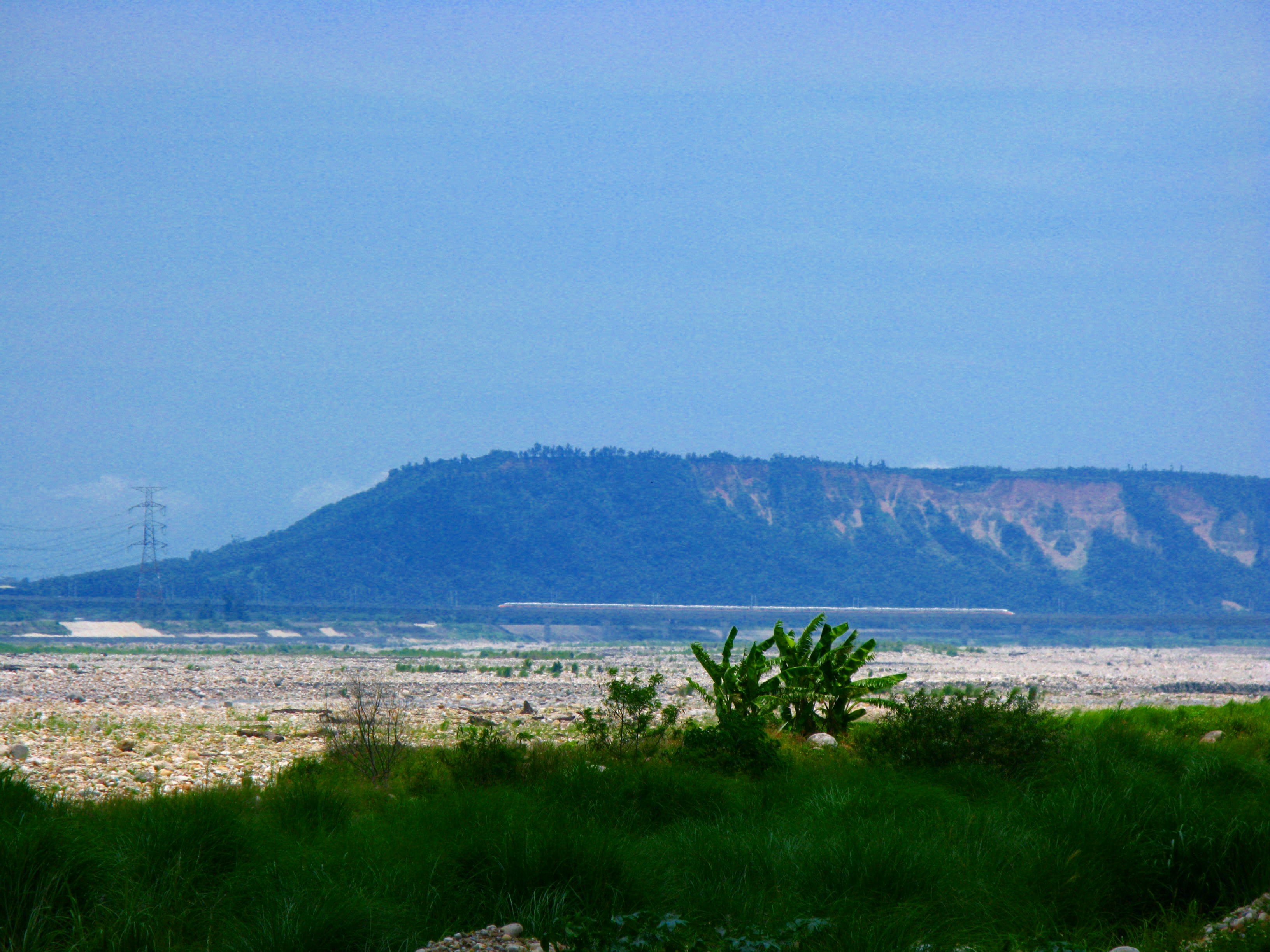
遠眺高鐵列車通過大安溪與鐵砧山
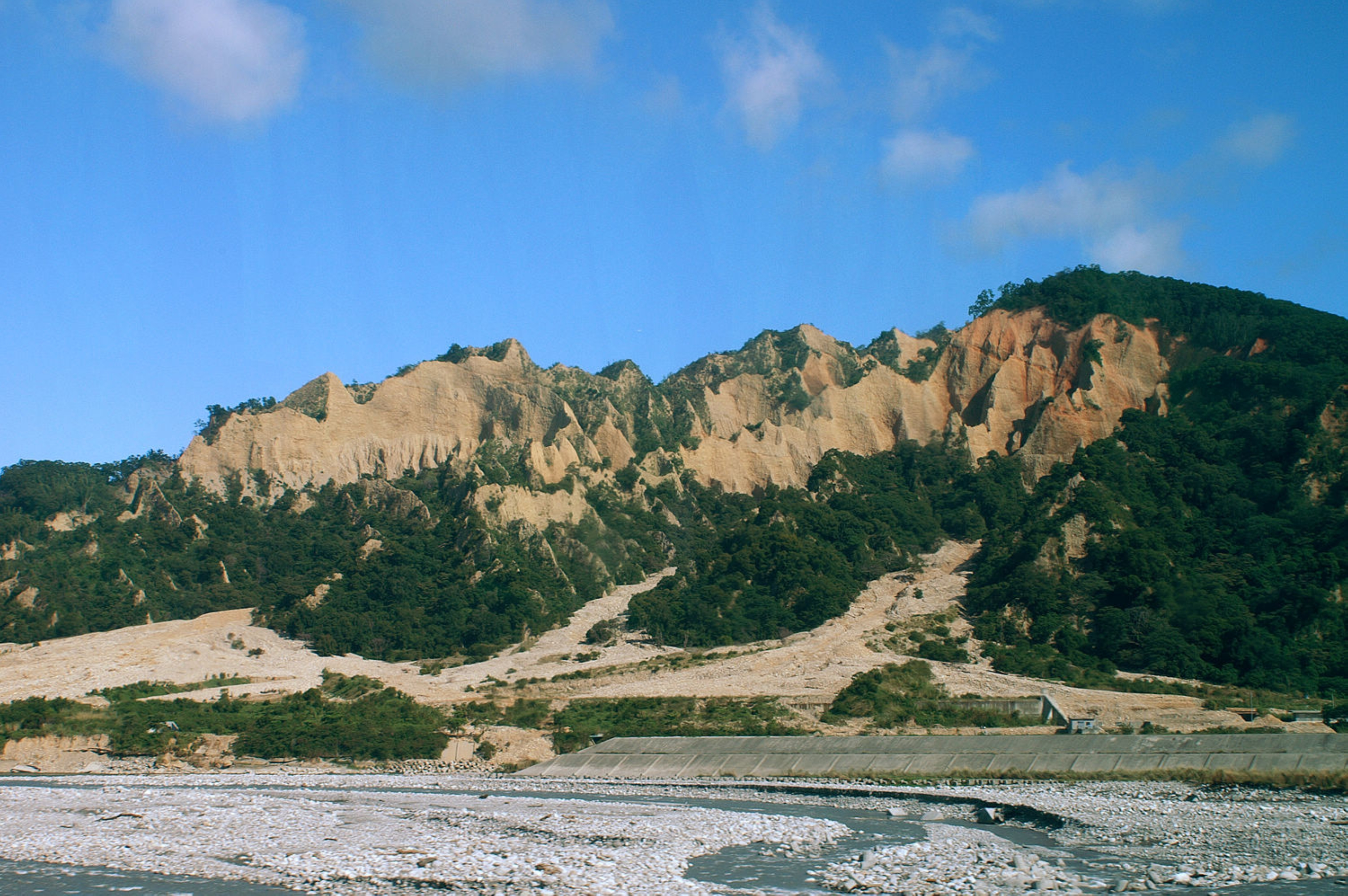
大安溪與火炎山
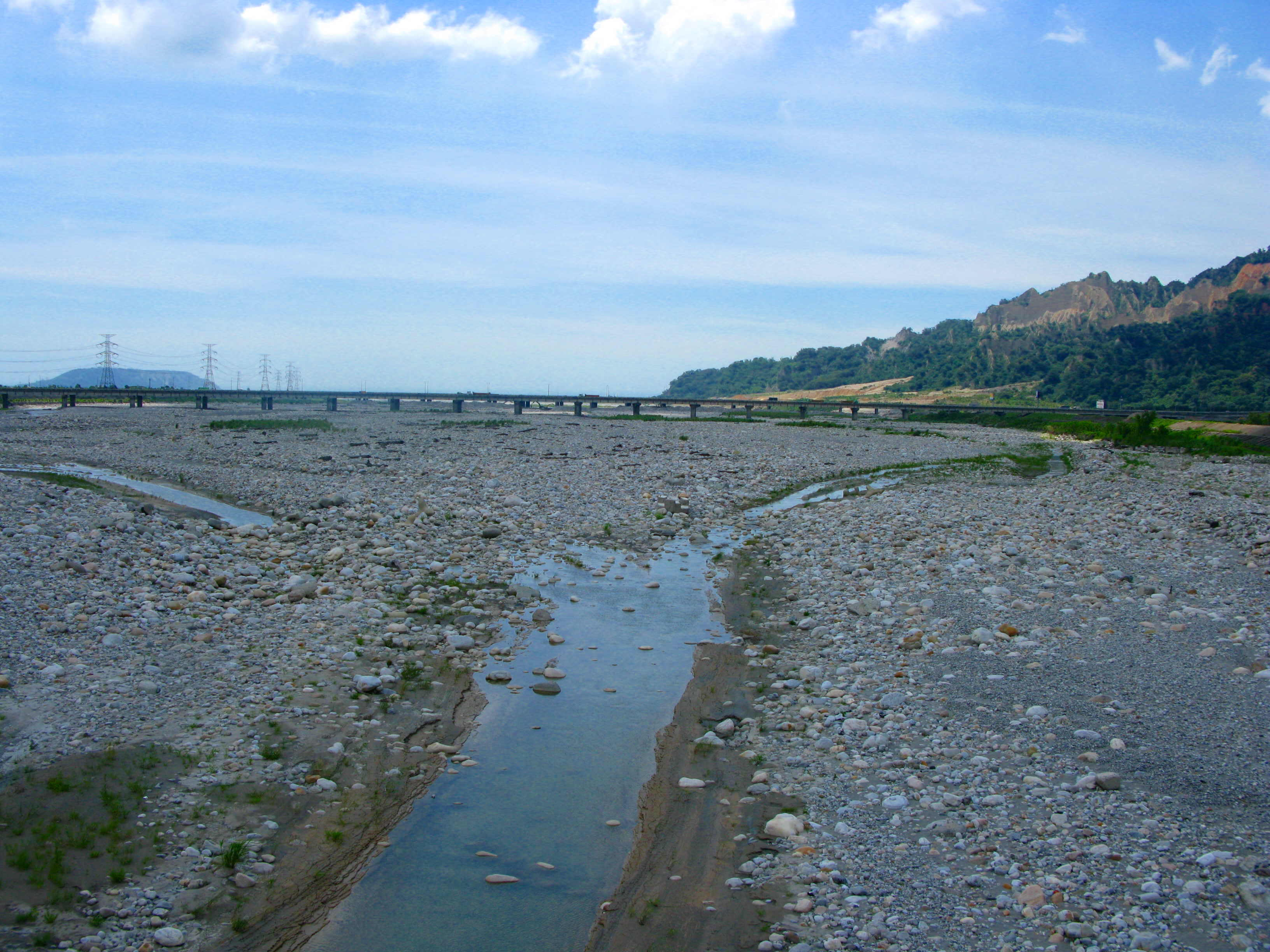
苗栗縣三義鄉火炎山（右） 臺中市大甲區鐵砧山（左）
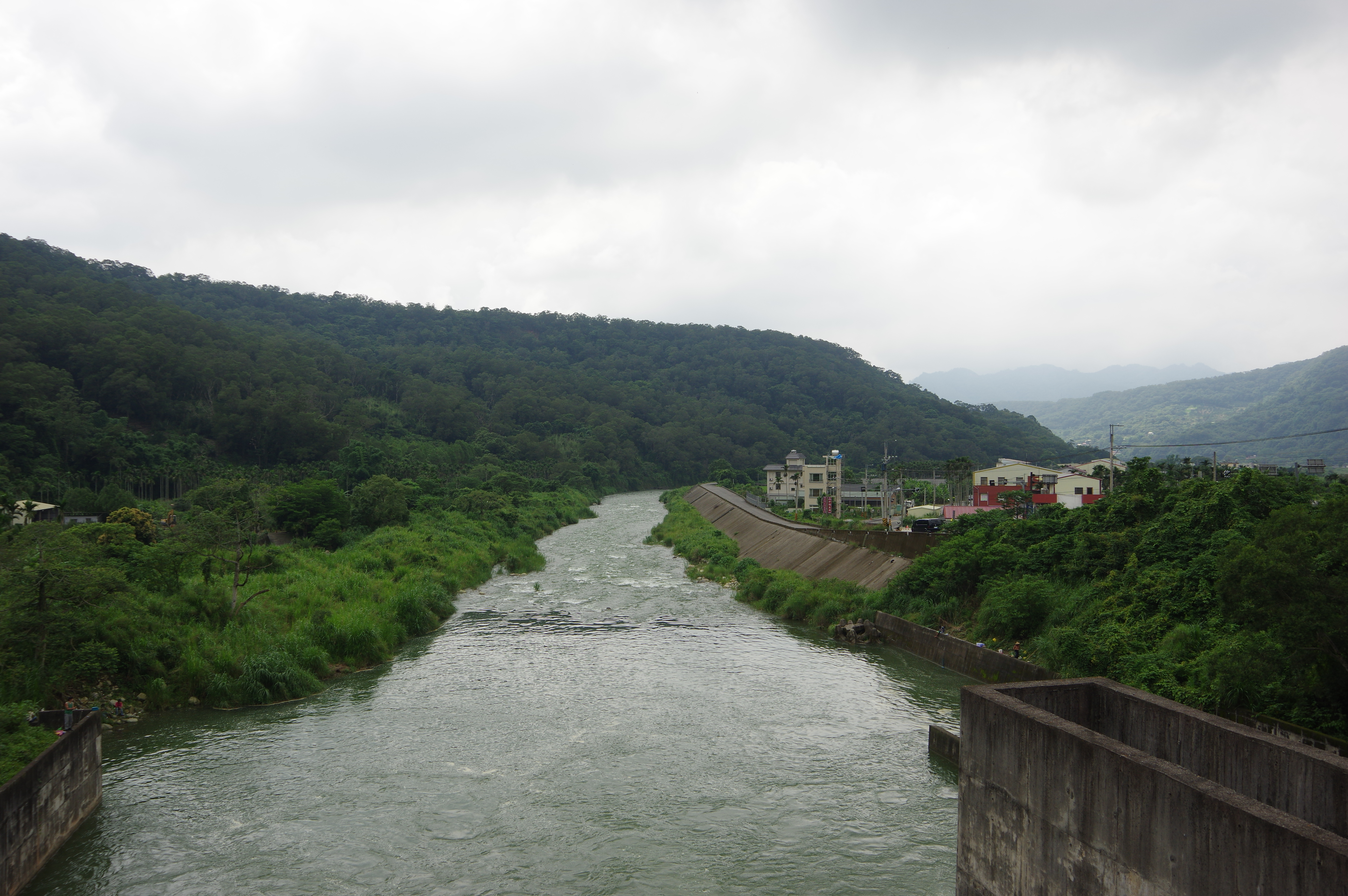
鯉魚潭水庫附近的大安溪支流景山溪
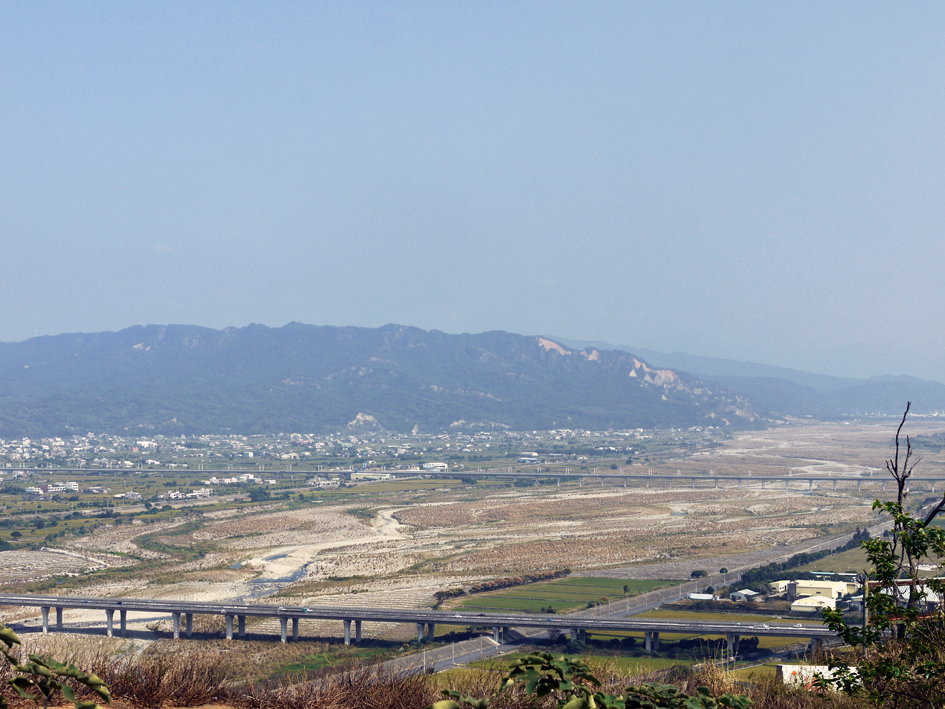
大安溪大甲段，前段是國道三號，後段是台灣高鐵，遠方露出黃土即火炎山。
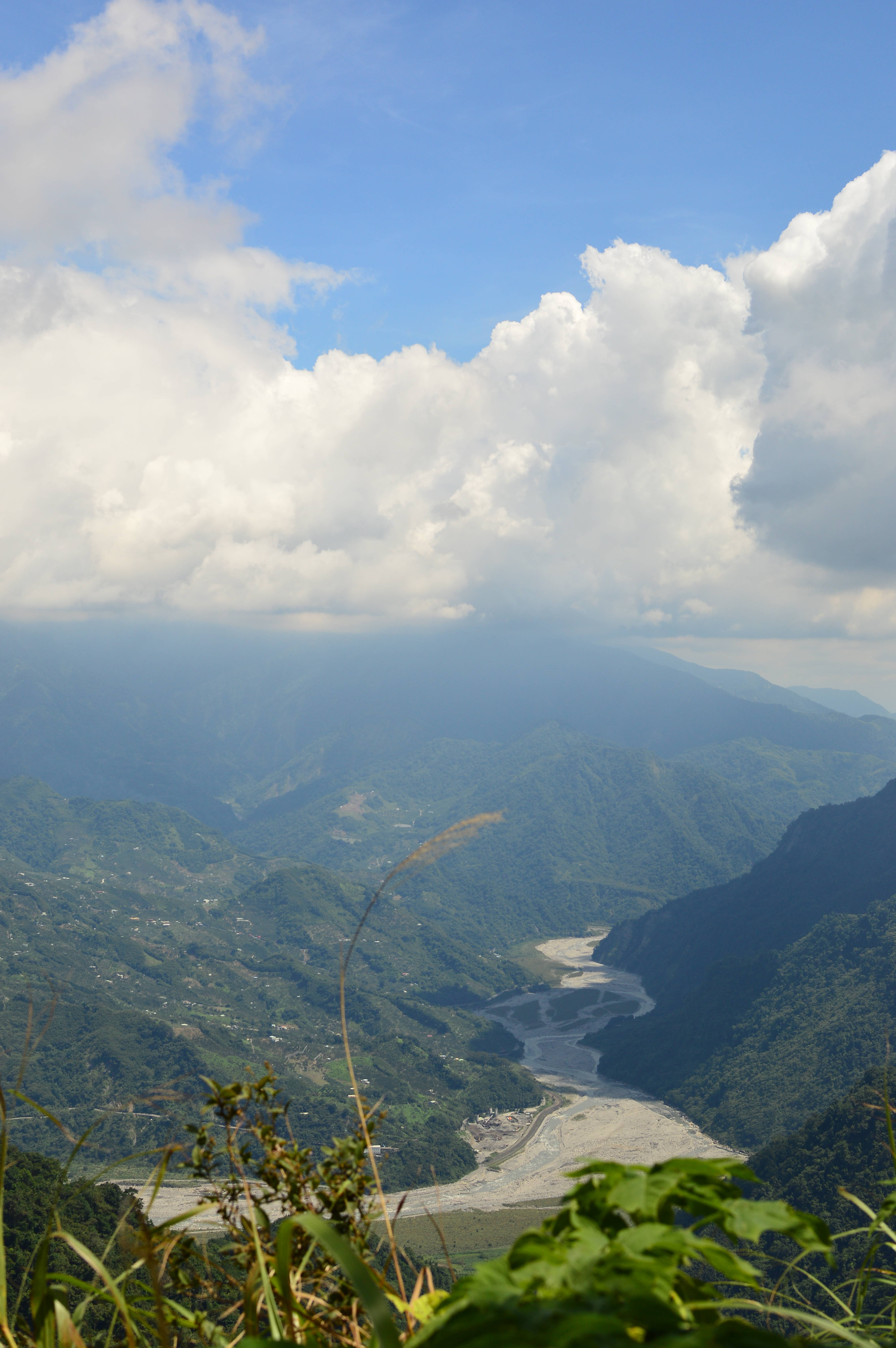
馬那邦山眺望大安溪